# Dactylis
Dactylis es un género de plantas herbáceas perteneciente a la familia de las poáceas.

## Características botánicas
Inflorescencia en panícula ramosa unilateral verdosa o violácea.
Espiguillas comprimidas con tres a once flores persistentes.
Glumas desiguales, carenadas, mucronadas, con una a cinco nervaduras, más cortas que las flores.
Glumillas casi iguales; la inferior carenada, con varios nervios, vértice entrero o bidentado y ligeramente aristado; la superior mucronada.
Flores con tres estambres, estigmas terminales y laterales.
Fruto en cariópside, glabro, oboval, coniculado en la cara interna, libre de glumillas.

## Descripción
Es una planta perenne cespitosa, con tallos de hasta 1 o 2m. de altura, erectos o decumbentes. Las hojas son escábridas y tienen una lígula de 2-10mm. aguda o lacerada. La inflorescencia es una panícula de 1-15cm., con las espiguillas agrupadas en densos grupos en ramas erectas o patentes. Estas espiguillas, de 5 a 9mm.,están comprimidas lateralmente y tienen 2 a 5 flores cada una.
Las glumas son subiguales, con quillas, algo curvas, lanceoladas a ovado, largamente agudas, escábridas o ciliadas en la quilla.
La lema es lanceolada, también escábrida o ciliada. 
Las anteras miden 3 o 4 mm.

## Requerimientos Ecológicos
Tolera suelos con pH de 5.6 a 8.4, pero su mejor crecimiento ocurre a un pH entre 6.0 a 7.5. No tolera suelos húmedos o sobreviven inundaciones prolongadas. Es tolerante a la sombra con habilidad para crecer debajo de los árboles. Es más tolerante al calor y las sequías.
Sus mejores producciones de forraje se obtienen en la primavera y verano, pero disminuye en el otoño-invierno en las regiones templadas.
En tierras con textura fina pueden ser muy húmedas para cultivar y sembrar a principios de primavera. En tierras toscas pueden ser plantas en primavera o en otoño. El establecimiento lento de temperaturas frescas del otoño hacen preferibles la primavera para plantar en muchas áreas, especielmente en donde el invierno es una amenaza.

## Curiosidades
Una de las especies más conocidas dentro de este género es Dactylis glomerata L., que es una especie muy variable debido a que por su uso agrícola ha sido estudiada e investigada dando origen a formas diploides y tetraploides que a veces se han elevado a subespecies.
Se utiliza como una hierba del heno y para los pastos debido a sus altas producciones y contenido del azúcar, más dulces que la mayoría de las otras hierbas templadas. Está también extensivamente naturalizada en Estados Unidos y Australia; en algunas áreas, ha llegado a ser una especie invasora.
Muchos gatos domésticos, particularmente los que viven enteramente dentro, gozan el comer de una cantidad pequeña de la hierba diaria. La hierba del gato se demanda para suplir la dieta del animal por las vitaminas y los minerales.

## Usos Medicinales
Se cree que es estrogénica. Es un remedio popular para el tratamiento de tumores y dolencias de riñón y vejiga.

## Taxonomía
El género fue descrito por Carlos Linneo y publicado en Species Plantarum 1: 71. 1753. La especie tipo es: Dactylis glomerata L.
Etimología
Dactylis: nombre genérico que proviene del griego "dactylos" que significa "dedo", lo que alude a la forma de la panícula.

## Especies
- Dactylis glomerata L.
- Dactylis metlesicsii
- Dactylis hispanica Roth
- Dactylis marina Borrill

## Fuente
1. «LADIGS. Laboratorio de Agromapas Digitales.». Archivado desde el original el 30 de noviembre de 2015. Consultado el 2005 de 2009..